# Roman Pais
El Roman Pais (en francés antiguo, Roman païs) del Brabante belga englobaba al actual Brabante valón y una parte de Hesbaye. Está poblada por unos 75.000 habitantes, y se encuentra unos 20 km al sudoeste de Bruselas. Lo forman una ciudad, cuatro comunas y 17 aldeas.
El nombre de Roman Pais es bastante antiguo y de uso corriente desde el siglo XII. Este nombre no se refiere a las diversas construcciones románicas de la región, sino a la lengua romance que se hablaba en esta región meridional del Ducado de Brabante en oposición con la lengua germánica que hablaba la población septentrional.
Dentro de los monumentos históricos se encuentra la Colegiata Santa Gertrudis en Nivelles, el más importante edificio románico del Brabante valón tanto desde el punto de vista arquitectónico como arqueológico. Fue consagrada en 1046 por el Obispo de Lieja en presencia del emperador de Alemania Enrique III.
El interior de la Iglesia es impresionante por sus 102 metros de largo y por la armonía de sus proporciones. 

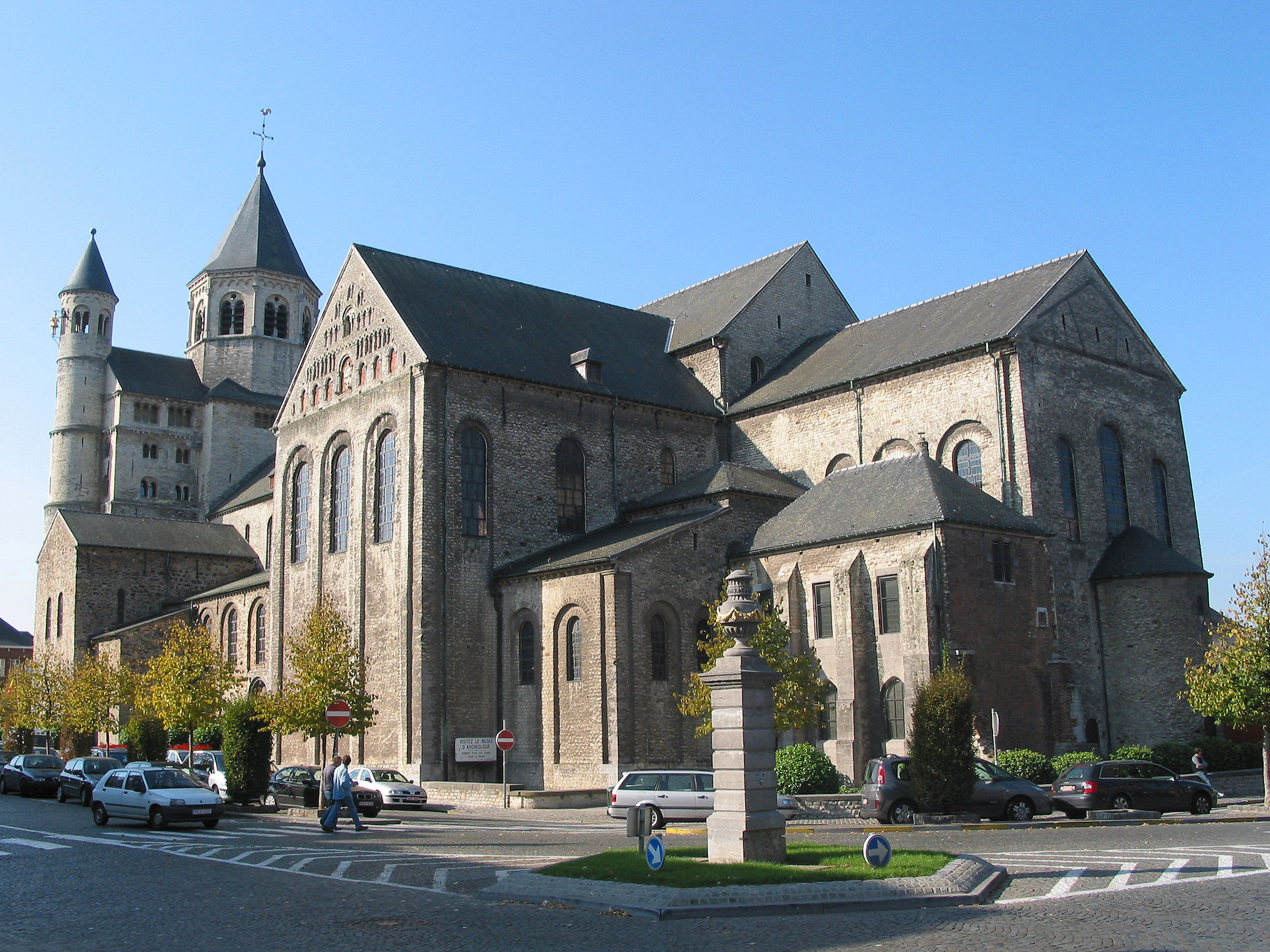
Colegiata Santa Gertrudis.

La colegiata fue gravemente dañada en el bombardeo de Nivelles el 14 de mayo de 1940 y los trabajos realizados en su reparación mostraron que bajo un subsuelo único. Existieron cinco iglesias desde la época merovingia a la época prerromana.
Bajo el coro principal de la iglesia actual se encuentra la cripta romana del siglo XI más grande de Bélgica; el claustro, al sur del edificio, data del siglo XIII.